# Rokia Traoré
Rokia Traoré (Mali, 1974. január 24. –) mali származású énekesnő.

## Élete
Rokia Traoré édesapja diplomata volt, így a kis Rokia számos országban járt és élt  (Algéria, Szaúd-Arábia, Franciaország, Belgium). Különösen érdeklődött a zene iránt, bár szülei nem akarták, hogy zenei pályára álljon. A sok országban sokféle zenei benyomás érte, amelyek későbbi munkásságát erősen befolyásolják.
Gimnáziumi éveiben Bamakóban már folytatott zenei tanulmányokat már és fellépései is voltak.
1997-ben, 23 évesen megismerkedett Ali Farka Tourével, akiben komoly támogatóra lelt.

## Művei
Rokia Traoré alapvetően anyanyelvén (bamana) énekel, vagy néha franciául.
Saját zenéjét kortárs afrikai, mali zeneként definiálja.
2003-ban RFI-díjjal (Radio France Internationale) tüntették ki és az „év afrikai felfedezettjeként” ünnepelték.
Dalainak középpontjában a szociális problémák állnak. Emberi kapcsolatokról, szerelemről énekel, de a nő társadalmi szerepének problémái, a modern kori afrikai társadalmakban elfoglalt helyük, valamint az éhező afrikai gyermekek problémái is központi témái közé tartoznak.

## Diszkográfia
- 1988 Mouneîssa – első albumán hazájának különböző zenei hagyományait ötvözte a maga egyedi, utánozhatatlan módján. Európában ez a lemez 40 000 feletti példányszámban kelt el.
- 2000 Wanita –  második albuma szintén nagy siker lett. A The New York Times listáján az év albumai között említették.
- 2003 Bowmboï – legsikeresebb albuma, ami az igazi áttörést hozta számára. A világ legrangosabb világzenei díjával, a BBC World Music Award-dal tüntették ki.
- 2008 Tchamantché
- 2013 Beautiful Africa
- 2016 Né So